# Hejiang (Provinz)

Ehemalige Provinz Hejiang

Hejiang (chinesisch 合江, Pinyin Héjiāng Shěng) bzw. Hokiang war eine ehemalige Provinz im Nordosten Chinas, die auf dem Gebiet der heutigen Provinz Heilongjiang lag. Jiamusi war die Hauptstadt. Die Provinz wurde 1945 nach der Eroberung des japanisch kontrollierten Mandschukuo gebildet. Im Jahr 1949 wurde die Provinz in die Provinz Songjiang eingegliedert und 1954 wurde das gesamte Gebiet in die Provinz Heilongjiang eingegliedert.